# Arkebuse
Arkebuse (af fransk: arquebuse og tysk Hakenbüchse) også kaldet luntebøsse var forløberen til musketten, der i 1400-tallet blev forsynet med en kolbe og en luntelås. Dette betød, at våbnet kunne affyres af én mand med større præcision. Til at forbedre præcisionen yderligere kunne våbnet støttes af en hage, der var en stok med gaffel.
Henrettelse ved skydning kaldes også arkebusering.